# Tákos
Tákos is een plaats (község) en gemeente in het Hongaarse comitaat Szabolcs-Szatmár-Bereg. Tákos telt 411 inwoners (2001).